# زاپریناست
زاپریناست (به انگلیسی: Zaprinast) یک ترکیب شیمیایی با شناسه پاب‌کم ۵۷۲۲ است.